# 스테판 스피로프스키
스테판 스피로프스키(마케도니아어: Стефан Спировски, 1990년 8월 23일 ~ )는 에트니코스 아크나와 북마케도니아 국가대표팀에서 미드필더로 활약하는 북마케도니아의 프로 축구 선수이다.

## 구단 경력
비톨라에서 태어난 그는 2007년부터 2009년까지 프르바 리가의 펠리스테르에서 뛰었다. 그는 2009-10년 시즌 겨울 휴식기에 보라츠 차차크와 계약을 맺었고, 이후 두 시즌 반 동안 정기적으로 보라크와 함께 뛰었다. 2011-12년 시즌이 끝나고 보라크는 예기치 않게 세르비아 1부 리그로 강등되었고, 2012년 8월에는 프르바 리가 팀인 라보트니치키로 임대되었다. 2014년에는 베로에 스타라자고라에 합류했다. 2015년 1월, 바르다르는 베로에 스타라자고라에서 그를 영입했다.
2019년 9월 6일, 하포엘 텔아비브와 계약했다.

### 페렌츠바로시
2020년 6월 16일, 그는 2019-20년 넴제티 버이녹샤그 I 시즌 30번째 경기일 히데그쿠티 난도르 스타디움에서 부다페스트 혼베드를 꺾고 페렌츠바로시와 함께 챔피언이 되었다.

### 퓨니크
2023년 6월 16일, 아르메니아 클럽 퓨니크는 스피로프스키의 이적을 확정했다.

## 국가대표팀 경력
스피로프스키는 북마케도니아 U-21 국가대표팀의 일원이었다. 과거에는 U-19와 U-17 국가대표팀의 일원이기도 했다.
2011년 8월 10일, 그는 아제르바이잔과의 친선 경기에서 북마케도니아 국가대표팀 데뷔 전을 치렀다. 2020년 4월, 현재 그는 총 31경기에 출전하여 1골을 기록했다.